# Nedersaksen Groep
De Nedersaksen Groep (sic, Engels: Niedersachsen Group) is een groep gesteentelagen uit de Nederlandse lithostratigrafie, die voorkomen in het Nedersaksisch Bekken in de ondergrond van de provincies Drenthe en Groningen. De groep bestaat uit continentale en lagunaire afzettingen uit het Laat-Jura en Vroeg-Krijt. In die tijd was het Nedersaksisch Bekken een actieve slenk waarin sediment accumuleerde.
De Nedersaksen Groep wordt onderverdeeld in twee formaties. De onderste formatie, de Weiteveen Formatie (Tithonien tot Vroeg-Berriasien), begint aan de basis met fluviatiele zandsteen en schalie. Daarboven volgen beperkt mariene evaporieten (anhydriet, steenzout) en lacustriene schalie en ten slotte een dik pakket ondiep mariene kalksteen. Daarbovenop ligt de Coevorden Formatie (Laat-Berriasien), die bestaat uit ondiep mariene of in een kustvlakte afgezette schalie en kalksteen.
De Nedersaksen-groep ligt stratigrafisch gezien boven op de Werkendam Formatie uit de Altena Groep (mariene gesteenten uit het Vroeg-Jura). Boven op de Nedersaksen Groep liggen jongere mariene afzettingen uit het Vroeg-Krijt, die tot de Rijnland Groep behoren. Aangezien het Nedersaksisch Bekken doorloopt in Duitsland, zijn de afzettingen uit de Nedersaksen Groep ook in de Duitse ondergrond te vinden. De Duitse lithostratigrafie deelt deze echter anders in, ze worden daar gerekend tot de Bückeberg- en Münder-formaties.